# Ošin Lampronski
Ošin Lampronski (armensko Օշին Լամբրոնացի, latinizirano: Ošin Lambronaci) je bil armenski naharar. Zgodovinski viri omenjajo, da je bil gospodar trdnjave blizu mesta Gandža v današnjem Azerbajdžanu. V zgodnjih 70. letih 11. stoletja se je preselil v Kilikijo, kjer je ustanovil Lampronsko dinastijo, ki je v 12. in 13. stoletju vladala Armenskemu kraljestvu Kilikija. 
Po mnenju Cirila Tumanoffa je bil Ošin član klana Pahlavuni. Razočaran nad nezmožnostjo Bizantincev, da bi ga zaščitili pred prodorom Turkov Seldžukov, je Ošin leta 1072 pobegnil iz svoje trdnjave blizu Gandže proti zahodu v Kilikijo.
Kronist Samuel Aneci iz 12. stoletja je o Ošinovem odhodu iz dežele svojih prednikov zapisal: "...z bratom Halgamom, ženo in drugimi plemiči. S svojim bogastvom in prstom svetega apostola Petra je vstopil v Kilikijo in muslimanom zavzel trdnjavo Lampron ob vznožju gorovja Taurus pri Tarzu". Ošinov sorodnik Ablgarib Arcruni, ki je v imenu cesarja Konstantina IX. Monomaha vladal v Taurusu in Mopsuestiji, je Ošinu je odstopil dve utrdbi v zahodni Kilikiji: Lampron in Barbaron v Tarzu blizu Kilikijskih vrat.
Samuel Aneci namiguje, da je Ošin Lampron sam odvzel muslimanom, drugi armenski pisci, ki so bliže Hetumidom, pa menijo, da je bil Ošin zgolj zvest poglavar Abulgariba, ki mu je kasneje odstopil grad Lampron. Matej Edeški in Smpad Sparapet omenjata Ošina le mimogrede. Cesar ni imel nič proti temu, da bi Armenci postali blažilnik med njim in vdirajočimi Seldžuki, in je potrdil položaj Ošina in še dveh drugih armenskih voditeljev, Rubena in Koga Vasila, ki sta se uveljavila v Taurusu. Slednjima je podelil cesarski naziv sebastos.
Ošina so zgodovinarji, kot je Steven Runciman, enačili z generalom Mihaelom Aspietesom, čigar podvige je opisala Ana Komnena v svoji Aleksiadi, pa tudi z Ursinom, ki ga omenjata Ralf Caenski v Gesta Tancredi in Albert iz Aixa. Zgodovinar Joseph Laurent je v svojem članku Arméniens de Cilicie: Aspiétès, Oschin, Ursinus v reviji Revue des Études Arméniennes trdil, da so bili Ursin, Aspietes in Ošin različni ljudje, Christopher Macevitt pa je povezave med Ursinom in Ošinom ocenil kot prepričljive in privlačne.
Ko je septembra 1097 Balduin Boulognski prevzel Tarz od Tankreda, ki je mesto pred kratkim osvojil, je Ošin/Ursin poslal odposlance k Tankredu in mu svetoval, naj napade Mamistro. Ošin je torej lahko podprl bodisi Balduina bodisi Tankreda. Ko so se križarji premaknili v Antiohijo, jim je Ošin priskrbel vse potrebno, saj je želel, da čim prej zapustijo Kilikijo.

## Potomci
Poročen je bil s hčerko Abulgariba Arcrunija, guvernerja Tarza. Njegovi potomci so bili:
- Hetum II. (? - 1143), gospod Lamprona
  - Ošin II (1125 - 1170), gospod Lamprona
  - Smbat (? - 1153), gospod Baberona
    - Vasak (? - po 1199), gospod Baberona
      - Konstantin (1180 - 1263), gospod Baberona